# Luis Galarza Orellana
Luis Galarza Orellana es una localidad y parroquia en el Cantón Chordeleg, Provincia de Azuay, Ecuador. La parroquia tiene una superficie de 29,91 km² y según el censo ecuatoriano de 2001 tenía una población total de 1494 habitantes.
La Parroquia fue fundada el 27 de julio de 1994 como "Luis Galarza Orellana", miembro del Congreso Nacional de Ecuador.
El nombre más común es "Delegsol". La palabra proviene de la lengua de los kañari y se compone de los términos deleg para "llanura" y sol para "sol".

## Ubicación
La Parroquia Delegsol está ubicada en el este de la provincia de Azuay en el flanco oeste de la Cordillera Real. Se ubica en la margen derecha del Río Zhio, afluente del Río Santa Bárbara. En el este, el área administrativa se extiende hasta la parte alta del Río San Francisco. Al este se eleva la alta montaña Curiquingue, 3739 m s. n. m. El pueblo de Delegsol está ubicado a una altitud de 2610 m s. n. m., 8.5 km al sur de la capital del cantonal Chordeleg.
La Parroquia Delegsol limita al norte con las Parroquias San Martín de Puzhío y Remigio Crespo Toral (Cantón de Gualaceo), al este con la Parroquia Luis Cordero Vega (también en el Cantón de Gualaceo), por el Sur a la Parroquia Principal y por el Oeste a la Parroquia Güel (Cantón de Sígsig).

## Ecología
El extremo sureste del área administrativa se encuentra dentro del área protegida Bosque Protector Moya Molón.

## Enlaces web
- https://delegsol.gob.ec/azuay/ – GAD Parroquial Delegsol
- Estadísticas de población en www.citypopulation.de

- Datos: Q6700617